# Zespół Schimmelpenninga-Feuersteina-Mimsa
Zespół Schimmelpenninga-Feuersteina-Mimsa (ang. Schimmelpenning–Feuerstein–Mims syndrome, epidermal nevus syndrome) – rzadka choroba z grupy fakomatoz, objawiająca się występującymi w linii środkowej znamionami łojowymi Jadassohna (naevi sebacei) na skórze głowy, układającymi się wzdłuż linii Blaschko, wadami narządu wzroku (naczyniaki siatkówki), serca i kości. Do objawów klinicznych mogą należeć drgawki, opóźnienie umysłowe.
Uważa się, że zespół wywołany jest mozaicyzmem względem linii komórkowej zawierającej letalną mutację dziedziczoną autosomalnie dominująco. Chorobę opisał w 1957 roku Gustav Schimmelpenning, pracujący wówczas jako asystent na oddziale neurologii i psychiatrii w Münster, u 17-letniej dziewczyny z nieokreśloną fakomatozą. Niezależnie od Schimmelpenninga opis choroby przedstawili Richard C. Feuerstein i Leroy C. Mims w 1962 roku.